# Volba pro kraj
Volba pro kraj (zkratka VOK) je politické hnutí, vzniklé jako regionální uskupení v Karlovarském kraji. Jeho vznik inicioval regionální politik z Karlovarska Michal Soukup, který byl dlouhodobě nespokojený s politickou situací v kraji. Jeho úmyslem bylo založit hnutí nezávislé na parlamentní stranické politice. Registrováno ministerstvem vnitra bylo hnutí 3. prosince 2015. V jeho čele stojí stále jako jeho předseda Michal Soukup.

## Vývoj názvu
- Volba pro Karlovarský kraj (zkratka VOK) – od 3. 12. 2015 do 8. 7. 2016
- VOK - Volba pro Karlovarský kraj (zkratka VOK) – od 8. 7. 2016 do 3. 1. 2020
- VOK - Volba pro kraj (zkratka VOK) – od 3. 1. 2020 do 25. 6. 2021
- Volba pro kraj (zkratka VOK) – od 25. 6. 2021

## Účast ve volbách

### Volby do zastupitelstev krajů

#### Rok 2016
Krajské volby v roce 2016 byly prvními volbami, v kterých se hnutí angažovalo jako samostatný politický subjekt. V Karlovarském kraji postavilo kandidátku, kterou vedla Hana Zemanová. Hnutí získalo jen 3,58 % hlasů, a nedostalo se tak do krajského zastupitelstva.

#### Rok 2020
Hnutí v krajských volbách 2020 kandidovalo v Karlovarském kraji v koalici s hnutím Karlovaráci. Koalice získala 6,51 %, a obsadila tak tři mandáty v krajském zastupitelstvu. Všichni tři zvolení členové zastupitelstva byli ale členové koaličního hnutí Karlovaráci a v rámci povolebního vyjednávání se pro podporu nově vzniklé koalice rozhodl jen Josef März. Ten také podepsal koaliční dohodu. Kvůli svému jmenování ředitelem Karlovarské krajské nemocnice rezignoval Josef März v květnu 2021 na svůj mandát. Na jeho místo postoupil Jan Picka. Hnutí Volba pro kraj (VOK) tak má od května 2021 jednoho krajského zastupitele.
V roce 2020 hnutí rovněž kandidovalo do Zastupitelstva Moravskoslezského kraje a do Zastupitelstva Ústeckého kraje. V Moravskoslezském kraji hnutí obdrželo 2 098 hlasů (tj. 0,66 %), v Ústeckém kraji získalo 798 hlasů (tj. 0,39 %), a neobdrželo tak žádný mandát.

#### Rok 2024
Ve volbách do zastupitelstev krajů v roce 2024 hnutí VOK samostatně kandidovalo do Zastupitelstva Karlovarského kraje. Lídrem kandidátky byl Martin Maleček. Hnutí získalo 6,07 % hlasů a 3 mandáty.

### Volby do zastupitelstev obcí

#### Rok 2018
Ve volbách do zastupitelstev obcí v roce 2018 hnutí VOK získalo celkem 11 mandátů.

#### Rok 2022
Ve volbách do zastupitelstev obcí v roce 2022 hnutí získalo celkem 42 mandátů.

### Volby do Senátu PČR

#### Rok 2020
Ve volbách do Senátu PČR v roce 2020 za hnutí kandidovali čtyři kandidáti, a to v obvodech č. 33 – Děčín, č. 69 – Frýdek-Místek, č. 72 – Ostrava-město a v obvodu č. 75 – Karviná, avšak mandát senátora nezískal žádný z kandidátů.

#### Rok 2022
Ve volbách do Senátu PČR v roce 2022 kandidoval za obvod č. 1 – Karlovy Vary Martin Maleček, který v 1. kole voleb skončil s 4 226 hlasy na třetím místě, a nepostoupil tak do druhého kola.

#### Rok 2024
Ve volbách do Senátu PČR v roce 2024 byl kandidátem hnutí Jan Picka, který o post senátora usiloval v obvodu č. 2 – Sokolov. V prvním kole získal 11,65 % hlasů, skončil třetí, a senátorem se tak nestal.